# Campeonato Baiano 1915
In 1915 werd het elfde Campeonato Baiano gespeeld voor voetbalclubs uit de Braziliaanse staat Bahia. De competitie werd gespeeld van 25 april tot 26 september en werd georganiseerd door de FBF. Fluminense werd kampioen. Guarany trok zich na vijf wedstrijden terug uit de competitie, de overige wedstrijden werden als een scoreloze nederlaag geteld.

## Eindstand
| Plaats | Club                   | Wed. | W | G | V | Saldo | Ptn. |
| ------ | ---------------------- | ---- | - | - | - | ----- | ---- |
| 1.     | Fluminense de Salvador | 8    | 6 | 1 | 1 | 11:5  | 13   |
| 2.     | Ypiranga               | 8    | 5 | 2 | 1 | 11:4  | 12   |
| 3.     | Internacional          | 8    | 4 | 0 | 4 | 8:13  | 8    |
| 4.     | Sul América            | 8    | 3 | 1 | 4 | 8:11  | 7    |
| 5.     | Guarany                | 8    | 0 | 0 | 8 | 0:5   | 0    |

|  | Kampioen |

## Kampioen
| Campeonato Baiano de 1915 |
| ------------------------- |
| FLUMINENSE 2º Titel       |